# Cigadung (Cibeunying Kaler)
Cigadung is een bestuurslaag in het regentschap Kota Bandung van de provincie West-Java, Indonesië. Cigadung telt 28.979 inwoners (volkstelling 2010).